# Аремский язык
Арем (также A-Rem, Chomrau, Chombrau, Umo) — близкий к вымиранию язык, носители которого, одноимённый народ, живут во Вьетнаме и Лаосе. Согласно данным Ethnologue, суммарно в мире живёт не более 40 носителей аремского, из них 20 во Вьетнаме — в провинциях Куангбинь и Хатинь, а также за лаосской границей, в Кхаммуане. Вытесняется родственным тьытским языком.

## Особенности
Аремский — самый архаичный из вьетских языков. В нём нет придыхательной фонации, присутствующей в большинстве остальных вьетских языков, но имеется постглоттализация, а также сохраняется исконная артикуляция имплозивных взрывных согласных.

## Статус
Некоторые классификации относят аремский язык к подгруппе Тьыт, однако другие классификации приравнивают статус аремского языка к уровню отдельной подгруппы в составе вьетской группы языков.